# الجامعة الإسلامية الحكومية مولانا مالك إبراهيم مالانج
جامعة مولانا مالك إبراهيم الإسلامية الحكومية مالانق (بالإندونيسية: Universitas Islam Negeri Maulana Malik Ibrahim Malang) هي مؤسسة التعليم العالي تقع في مدينة مالانق، جاوة الشرقية، إندونيسيا. افتتحت رسميا في 21 يونيو 2004.

## كليات

### بكالوريوس
- كلية علوم التربية والتعليم
  - قسم التربية الإسلامية
  - قسم تعليم اللغة العربية
  - قسم تعليم العلوم الاجتماعية
  - قسم إعداد معلمي المدارس الابتدائية
- كلية الشريعة
  - قسم الأحوال الشخصية
  - قسم أحكام التجارة الشريعة
- كلية علوم الإنسانية والثقافة
  - قسم اللغة العربية وآدابها
  - قسم اللغة الإنجلزية وآدابها
- كلية الاقتصاد
  - قسم الإدارة
  - قسم المحاسبة
  - قسم البنوك الشرعية
- كلية علم النفس
- كلية العلوم والتكنولوجيا
  - قسم الرياضيات
  - قسم علم الأحياء
  - قسم الفيزياء
  - قسم الكيمياء
  - قسم الهندسة المعلوماتية
  - قسم الهندسة المعمارية،
  - قسم الصيدلة

### ماجستير
- تعليم اللغة العربية
- إدارة التربية الإسلامية
- الدراسات الإسلامية
- إعداد معلمي المدراس الابتدائية
- التربية الإسلامية
- الأحوال الشخصية
- الاقتصاد الإسلامي

## دكتوراه
- إدارة التربية الإسلامية
- تعليم اللغة العربية
- التربية الإسلامية على أساس الدراسات البينية

## الوصلات الخارجية
- (بالإندونيسية) الموقع الرسمي للجامعة الإسلامية الحكومية مولانا مالك إبراهيم مالانج